# Koubaye
Koubaye est une localité et une commune rurale du Mali, dans l'arrondissement de Ouro Modi, le cercle et la région de Mopti.

## Histoire
En novembre 2016, les élections municipales ne peuvent pas se tenir dans la commune pour des raisons de sécurité.

## Villages
La commune s'étend sur 8 localités relevées lors du recensement général de 2009. 
Les villages les plus peuplés sont :
- Koubaye (2 894 habitants)
- Lardé Bally (1 418 habitants)
- Yogonsire (744 habitants)